# Montezuma National Wildlife Refuge

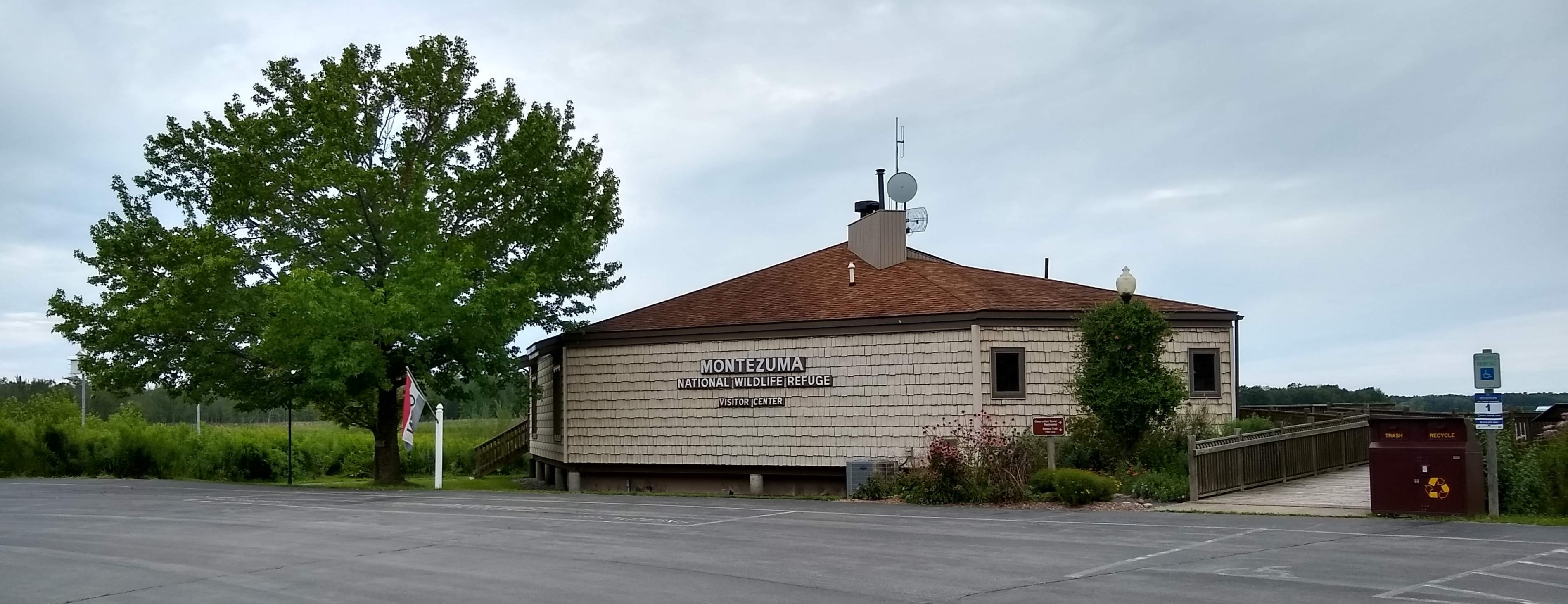
Besucherzentrum

Montezuma National Wildlife Refuge ist ein Naturschutzgebiet vom United States Fish and Wildlife Service, das einen Teil des Montezuma Feuchtgebietes am Nordufer des Cayuga Lake einschließt. Das Naturschutzgebiet liegt zwischen den Städten Rochester und Syracuse (New York) (8 km östlich von Seneca Falls, und 16 km westlich von Auburn) und befindet sich auf Gebieten der Countys von Seneca, Cayuga und Wayne. 
Das Montezuma Marschland wurde im Mai 1973 zum National Natural Landmark. Dazu gehört ein Gebiet, das zu den naturbelassensten, bewaldeten Feuchtgebieten von New York gehört.

## Die Geschichte
Die Finger Seen Region (Finger Lakes) wurde durch schmelzende Gletscher während der letzten Eiszeit, vor mehr als tausend Jahren, geformt. Die Nord- und Südenden der Seen wurden nach und nach zu Marschland. Die ersten Einwohner der Region waren die Algonquin Indianer, später kamen die Cayugas von der Irokesen-Nation dazu. Der Name Montezuma wurde zuerst 1806 verwendet, als Peter Clark seine Villa Montezuma nannte, nach dem Palast des Aztekenherrschers Montezuma in Mexiko-Stadt. So bekamen das Marschland, der Ort und das Naturschutzgebiet diesen Namen.

## Das Naturschutzgebiet heute
Das derzeit 28 km2 große Gebiet besteht vornehmlich aus Sümpfen, Teichen und Kanälen und ist ein beliebter Zwischenstopp für Zugvögel. Förderer des Naturschutzgebietes hoffen, dass die Größe ausgebaut werden könne, indem angrenzende Gebiete gekauft würden. 
Der New York State Thruway verläuft durch die nördliche Randzone des Naturschutzgebietes. Einen besseren Einblick in den Naturpark bekommt man von einer 6 km langen Straße südlich des Thruway, die beim Besucher-Center beginnt.
Im Naturschutzgebiet befindet sich auch eine Zone, in der  Weißkopfseeadler in den letzten Jahren genistet haben.